# Laurent Giolitti
Pas d'image ? Cliquez ici

a Compétitions nationales et continentales officielles uniquement.

Laurent Giolitti, né le 15 mars 1973 à Nice, est un joueur de rugby à XV français qui évolue au poste d'ailier.

## Biographie
Originaire de Nice, Laurent Giolitti joue au RC Cannes Mandelieu avant de rejoindre le Lyon OU en 1992.
Il joue ensuite pour le RRC Nice avant de rejoindre le CS Bourgoin-Jallieu où il dispute notamment la demi-finale 1999 du championnat de France ainsi que en la finale 1999 du challenge européen en tant que titulaire.
En 2000, il rejoint l'US Colomiers vice-champion de France en titre avec qui il termine sa carrière deux ans plus tard.

## Palmarès
Avec le CS Bourgoin-Jallieu
- Championnat de France
  - Demi-finaliste (1) : 1999
- Coupe de France
  - Finaliste (1) : 1999
- Challenge européen
  - Finaliste (1) : 1999